# Конституционна монархия
Конституционна монархия (понякога и като конституционална монархия) е форма на управление, при която монархът действа като глава на държавата в параметрите на писана (тоест кодифицирана), неписана (некодифицирана) или смесена конституция. Различава се от абсолютната монархия по това, че абсолютният монарх служи като единствен източник на политическа власт в държавата и не е правно обвързан с каквато и да било конституция.

## Списък на конституционни монархии към 2007 г.
- Австралия
- Андора
- Антигуа и Барбуда
- Барбадос
- Бахамски острови
- Бахрейн
- Белгия
- Белиз
- Бутан
- Великобритания
- Гренада
- Дания
- Испания
- Йордания
- Камбоджа
- Канада
- Кувейт
- Лесото
- Лихтенщайн
- Люксембург
- Малайзия
- Мароко
- Монако
- Нидерландия
- Нова Зеландия
- Норвегия
- Папуа Нова Гвинея
- Самоа
- Сейнт Винсент и Гренадини
- Сейнт Китс и Невис
- Сейнт Лусия
- Соломонови острови
- Тайланд
- Тонга
- Тувалу
- Швеция
- Ямайка
- Япония